# とかしきチェック
とかしきチェックとは、デジタルチェックが沖縄県島尻郡渡嘉敷村で導入する地域密着型電子マネーの一つ。2008年2月9日にサービス開始。
2月10日に開催される「第3回 鯨海峡とかしき島一周マラソン大会」に合わせて導入される。
4月25日にサービス終了した。